# 懷特城 (佛羅里達州灣縣)
懷特城（英語：White City）是位於美國佛羅里達州灣縣的一個非建制地區。該地的面積和人口皆未知。

## 地理
懷特城的座標為29°53′03″N 85°13′12″W / 29.88417°N 85.22000°W，而該地的平均海拔高度為2米（即7英尺）。